# Samsonów (gmina)
Samsonów (od 1977 Zagnańsk) – dawna gmina wiejska istniejąca do 1954 roku oraz w latach 1973–1976 w woj. kieleckim (dzisiejsze woj. świętokrzyskie). Siedzibą władz gminy był do 1954 Samsonów, a w latach 1973–1976 Bartków.
W okresie międzywojennym gmina Samsonów należała do powiatu kieleckiego w woj. kieleckim. Po wojnie gmina zachowała przynależność administracyjną. Według stanu z dnia 1 lipca 1952 roku gmina składała się z 24 gromad: Bartków, Belno, Bobrza, Cmińsk, Cmińsk Kościelny, Długojów, Janaszów, Jaworze, Kajetanów, Kaniów, Kołomań, Kopcie, Kucębów, Nowy Odrowążek, Odrowążek, Samsonów, Szałas, Tumlin, Tumlin-Wykień, Umer, Wykień, Występa, Zachełmie i Zagnańsk. Jednostka została zniesiona 29 września 1954 roku wraz z reformą wprowadzającą gromady w miejsce gmin.
Gmina została reaktywowana 1 stycznia 1973 roku w tymże powiecie i województwie. 1 czerwca 1975 roku gmina weszła w skład nowo utworzonego mniejszego woj. kieleckiego. 1 stycznia 1977 roku siedziba gminnych organów władzy i administracji państwowej została przeniesiona z Samsonowa do Zagnańska a nazwa gminy zmieniona na gmina Zagnańsk.